# Јамуна Нагар
Јамуна Нагар је град у Индији у држави Харајана. Према незваничним резултатима пописа 2011. у граду је живело 216.628 становника.

## Становништво
Према незваничним резултатима пописа, у граду је 2011. живело 216.628 становника.
| 1991.   | 2001.   | 2011.   |
| ------- | ------- | ------- |
| 144.346 | 189.696 | 216.628 |